# Roštín
Roštín (in tedesco Roschtin) è un comune della Repubblica Ceca facente parte del distretto di Kroměříž, nella regione di Zlín.